# 橡林街道
橡林街道，是中华人民共和国河南省驻马店市驿城区下辖的一个乡镇级行政单位。

## 行政区划
橡林街道下辖以下地区：
健康路中段社区、橡林社区、六里庄社区、刘庄社区、张楼社区、塘坊庄社区和王楼社区。